# Persistence of Time
Albums de Anthrax
State of Euphoria
(1988) Sound of White Noise
(1993)
Persistence Of Time est le cinquième album d'Anthrax sorti en 1990.

## Les titres
1. Time - 6:54
2. Blood - 7:13
3. Keep It In The Family - 7:08
4. In My World - 6:25
5. Gridlock - 5:16
6. Intro To Reality - 3:24
7. Belly Of The Beast - 4:47
8. Got The Time (Joe Jackson cover) - 2:45
9. H8 Red - 5:04
10. One Man Stands - 5:38
11. Discharge - 4:12